# Ropień wątroby
Ropień wątroby (łac. abscessus hepatis) – choroba wątroby wywołana przez bakterie ropotwórcze. Ropnie wątroby są zazwyczaj mnogie, pojedyncze zaś najczęściej umiejscowione są w prawym płacie wątroby.

## Przyczyny
- wstępujące zakażenie z dróg żółciowych zewnątrzwątrobowych
- zakażenie drogą krwionośną poprzez układ wrotny wątroby
- zakażenie poprzez przejście bakterii do wątroby przez tętnicę wątrobową
- zakażenie poprzez sąsiedztwo z otrzewną

## Objawy i przebieg
Objawy kliniczne to wysoka gorączka (39-40 °C), dreszcze, poty i ciężki stan ogólny. Często towarzyszy temu powiększenie wątroby, czasami stan podżółtaczkowy. W badaniach dodatkowych odnotowuje się wysoką leukocytozę, sięgającą czasem 20000/μl. Badanie RTG wykazuje uniesienie i unieruchomienie prawej przepony. Scyntygrafia pomocna jest jedynie w przypadku bardzo dużych ropni.

## Leczenie
Leczenie zależy od wielkości i umiejscowienia ropnia. Mnogie ropnie wymagają intensywnego leczenia odpowiednimi antybiotykami. Duże ropnie wątroby drenuje się poprzez dojście operacyjne, zazwyczaj między jamą opłucną a otrzewną.

Przeczytaj ostrzeżenie dotyczące informacji medycznych i pokrewnych zamieszczonych w Wikipedii.